# Żędowice
Żędowice (deutsch Sandowitz) ist ein Ort in der Stadt- und Landgemeinde Zawadzkie im Powiat Strzelecki der Woiwodschaft Opole in Polen. Das Schulzenamt Żędowice hat etwa 2400 Einwohner.

## Geografie
Der Ort liegt etwa 50 Kilometer südöstlich von Oppeln und 50 Kilometer nordwestlich von Kattowitz, an der Grenze zur Woiwodschaft Schlesien. Die Kreisstadt Strzelce Opolskie (Groß Strehlitz) ist etwa 18 Kilometer entfernt. Żędowice befindet sich südlich des Flusses Malapane.
Nachbarorte von Żędowice sind im Nordwesten Zawadzkie und im Südosten Kielcza.

## Geschichte

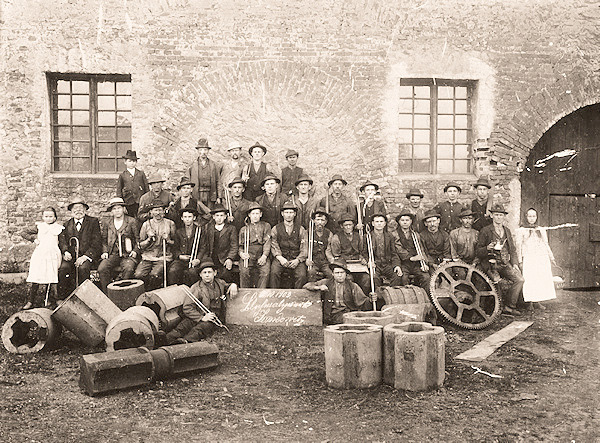
Arbeiter aus Sandowitz im Jahr 1909

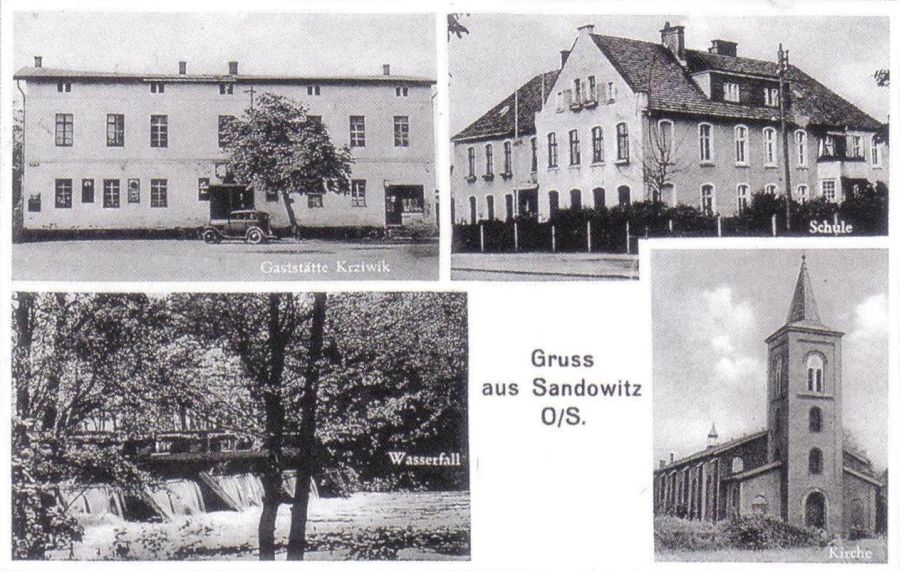
Alte Postkarte von Sandowitz

Żędowice wurde erstmals 1300 erwähnt. Geprägt wurde die Entwicklung des Ortes, wie auch der ganzen Region, durch die dichten Wälder und die Holzwirtschaft. Außerdem gibt es in der Gegend auch mehrere Eisenerzlagerstätten.
Bei der Volksabstimmung in Oberschlesien am 20. März 1921 stimmten 213 Wahlberechtigte für einen Verbleib bei Deutschland und 1015 für Polen. Sandowitz verblieb beim Deutschen Reich. 1933 lebten im Ort 2.494 Einwohner. 1939 hatte der Ort 2.692 Einwohner. Bis 1945 befand sich der Ort im Landkreis Groß Strehlitz.
1945 kam der bisher deutsche Ort unter polnische Verwaltung und wurde in Żędowice umbenannt und der Woiwodschaft Schlesien angeschlossen. 1950 kam der Ort zur Woiwodschaft Oppeln. 1999 kam der Ort zum wiedergegründeten Powiat Strzelecki.

## Verkehr
Der ehemalige Bahnhof Żędowice liegt an der Bahnstrecke Tarnowskie Góry–Opole.

## Sehenswürdigkeiten
- Zwei Kirchen
- Thiel-Mühle, Wassermühle an der Malapane
- Bombelki-Mühle, ehemals Kukowka-Mühle

## Wappen

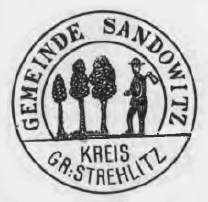
Altes Siegel der Gemeinde

Vormalige Siegel und Stempel des Ortes zeigen drei Laubbäume und einen Waldarbeiter mit einer Axt auf der rechten Schulter.